# Monaster św. Atanazego w Mołodze
Monaster św. Atanazego – nieistniejący klasztor prawosławny położony w okolicach miasta Mołoga, zatopiony w latach 40. XX wieku wodami Zbiornika Rybińskiego.
Monaster po raz pierwszy jest wzmiankowany w źródłach pisanych w 1509 jako męska wspólnota monastyczna. Istnieją jednak źródła wskazujące na jego powstanie już w XV stuleciu. Monaster był filią klasztoru Zmartwychwstania Pańskiego w Ugliczu. W XVIII w. własnością monasteru było 1871 gospodarstw chłopskich. Wspólnota została zlikwidowana w 1764 z powodu złej kondycji finansowej (być może wywołanej przejęciem przez państwo części wcześniejszych majątków monasterskich); cerkiew klasztorna przejęła funkcje parafialnej. W 1795 monaster został reaktywowany jako żeński. Najcenniejszym obiektem kultu przechowywanym na jego terenie była jedna z kopii Tichwińskiej Ikony Matki Bożej.
Według opisu z II połowy XIX wieku kompleks zabudowań monasterskich składał się z trzech świątyń: Trójcy Świętej, Zesłania Ducha Świętego i Zaśnięcia Matki Bożej, wzniesionych odpowiednio w 1788, 1826 i 1840.
Po rewolucji październikowej klasztor pozostawał czynny do 3 stycznia 1930. Jak wspominał żyjący w monasterze późniejszy starzec Paweł (Gruzdiew), po  Świętej Liturgii wszyscy obecni w klasztorze zostali z niego wypędzeni siłą, zaś dzwony w cerkwiach zniszczone.
Klasztor został w całości zalany wodami Zbiornika Rybińskiego w latach 40. XX wieku.